# Пјетраскрита (Катанцаро)
Пјетраскрита је насеље у Италији у округу Катанцаро, региону Калабрија.
Према процени из 2011. у насељу је живело 98 становника. Насеље се налази на надморској висини од 414 м.